# Tecnologia doméstica

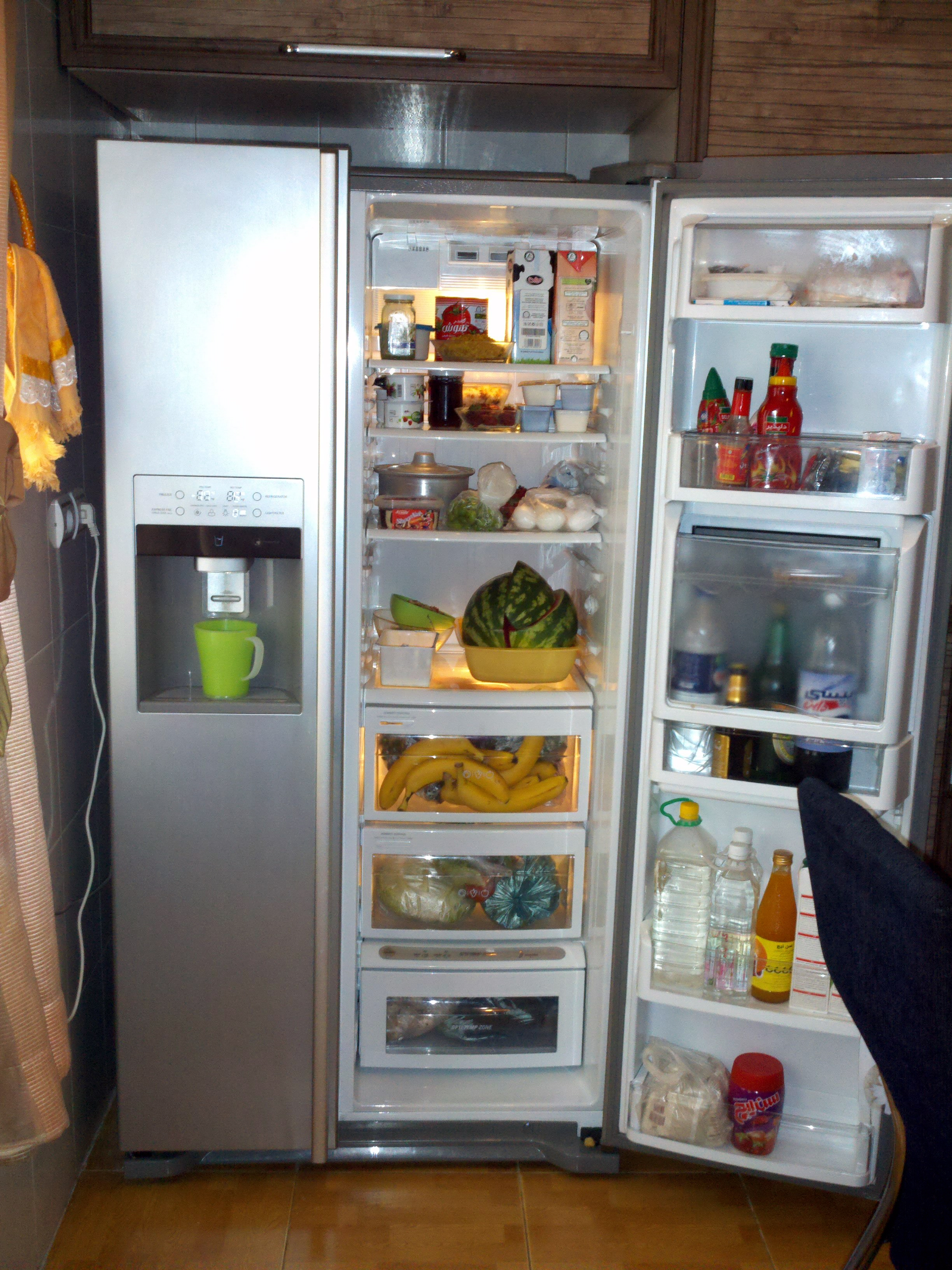
Uma geladeira side-by-side

Tecnologia doméstica se refere a toda tecnologia que é feita visando o cunho doméstico, como máquinas de lavar, geladeiras entre outros eletrodomésticos e eletroeletrônicos.

## História
A história da tecnologia é quase tão antiga quanto à história da humanidade, e se segue desde quando os seres humanos começaram a usar ferramentas de caça e de proteção. A história da tecnologia tem, conseqüentemente, embutida a cronologia do uso dos recursos naturais, porque, para serem criadas, todas as ferramentas necessitaram, antes de qualquer coisa, do uso de um recurso natural adequado. A história da tecnologia segue uma progressão das ferramentas simples e das fontes de energia simples às ferramentas complexas e das fontes de energia complexas, como segue:
As tecnologias mais antigas converteram recursos naturais em ferramentas simples. Os processos mais antigos, tais como arte rupestre e a raspagem das pedras, e as ferramentas mais antigas, tais como a pedra lascada e a roda, são meios simples para a conversão de materiais brutos e "crus" em produtos úteis. Os antropólogos descobriram muitas casas e ferramentas humanas feitas diretamente a partir dos recursos naturais.
A descoberta e o conseqüente uso do fogo foi um ponto chave na evolução tecnológica do homem, permitindo um melhor aproveitamento dos alimentos e o aproveitamento dos recursos naturais que necessitam do calor para serem úteis. A madeira e o carvão de lenha estão entre os primeiros materiais usados como combustível. A madeira, a argila e a rocha (tal como a pedra calcária) estavam entre os materiais mais adiantados a serem tratados pelo fogo, para fazer as armas, cerâmica, tijolos e cimento, entre outros materiais. As melhorias continuaram com a fornalha, que permitiu a habilidade de derreter e forjar o metal (tal como o cobre, 8000 aC.), e eventualmente a descoberta das ligas, tais como o bronze (4000 a.C.). Os primeiros usos do ferro e do aço datam de 1400 a.C..
As ferramentas mais sofisticadas incluem desde máquinas simples como a alavanca (300 a.C.), o parafuso (400 a.C.) e a polia, até a maquinaria complexa como o computador, os dispositivos de telecomunicações, o motor elétrico, o motor a jato, entre muitos outros. As ferramentas e máquinas aumentam em complexidade na mesma proporção em que o conhecimento científico se expande.
A maior parte das novidades tecnológicas costumam ser primeiramente empregadas na engenharia, na medicina, na informática e no ramo militar. Com isso, o público doméstico acaba sendo o último a se beneficiar da alta tecnologia, já que ferramentas complexas requerem uma manufatura complexa, aumentando drasticamente o preço final do produto.
Nos tempos atuais, os denominados sistemas digitais tem ganhado cada vez mais espaço entre as inovações tecnológicas. Grande parte dos instrumentos tecnológicos de hoje envolvem sistemas digitais, principalmente no caso dos computadores.